# Discografia di Valerio Scanu
Questa pagina contiene la discografia del cantante italiano Valerio Scanu.

## Album

### Album in studio
| Anno | Titolo | Posizione massima | Certificazione                         |
| Anno | Titolo | ITA               | Parametri FIMI                         |
| --- | --- | ----------------- | -------------------------------------- |
| 2009 | Valerio Scanu - Pubblicato: 16 ottobre 2009 - Etichetta: EMI - Formati: CD, download digitale                 | 2                 | - ITA: Oro - Vendite italiane: 30.000+ |
| 2010 | Per tutte le volte che... - Pubblicato: 19 febbraio 2010 - Etichetta: EMI - Formati: CD, download digitale    | 1                 | - ITA: Oro - Vendite italiane: 30.000+ |
| 2010 | Parto da qui - Pubblicato: 9 novembre 2010 - Etichetta: EMI - Formati: CD, download digitale                  | 2                 | - ITA: Oro - Vendite italiane: 30.000+ |
| 2012 | Così diverso - Pubblicato: 20 marzo 2012 - Etichetta: EMI - Formati: CD, download digitale                    | 6                 | –                                      |
| 2014 | Lasciami entrare - Pubblicato: 28 gennaio 2014 - Etichetta: NatyLoveYou Srl - Formati: CD, download digitale  | 2                 | –                                      |
| 2016 | Finalmente piove - Pubblicato: 12 febbraio 2016 - Etichetta: NatyLoveYou Srl - Formati: CD, download digitale | 18                | –                                      |
| 2018 | Dieci - Pubblicato: 5 ottobre 2018 - Etichetta: NatyLoveYou Srl - Formati: CD, download digitale              | 2                 | –                                      |
| 2020 | Canto di Natale - Pubblicato: 27 novembre 2020 - Etichetta: NatyLoveYou Srl - Formati: CD, download digitale  | –                 | –                                      |
| Il simbolo "—" indica che l'album non è entrato in classifica in quel Paese e/o non ha ricevuto certificazioni. | |                   |                                        |

### Album dal vivo
| Anno | Titolo | Posizione massima |
| Anno | Titolo | ITA               |
| ---- | --- | ----------------- |
| 2013 | Valerio Scanu Live in Roma - Pubblicato: 11 giugno 2013 - Etichetta: Autoprodotto - Formati: CD, DVD, download digitale | 21                |
| 2014 | It's Xmas day - Pubblicato: 2 dicembre 2014 - Etichetta: NatyLoveYou Srl - Formati: CD, download digitale               | 17                |

## Extended play
| Anno | Titolo                                                                                               | Posizione massima | Certificazione                         |
| Anno | Titolo                                                                                               | ITA               | Parametri FIMI                         |
| --- | --- | ----------------- | -------------------------------------- |
| 2009 | Sentimento - Pubblicato: 10 aprile 2009 - Etichetta: EMI - Formati: CD, download digitale            | 3                 | - ITA: Oro - Vendite italiane: 35.000+ |
| 2010 | Per tutte le volte che... - Pubblicato: 16 aprile 2010 - Etichetta: EMI - Formati: Download digitale | –                 | –                                      |
| Il simbolo "—" indica che l'ep non è entrato in classifica in quel Paese e/o non ha ricevuto certificazioni. | |                   |                                        |

## Singoli
| Anno | Titolo                    | Posizione massima | Posizione massima | Certificazione | Provenienza               |
| Anno | Titolo                    | ITA               | SWI               | Parametri FIMI | Provenienza               |
| --- | ------------------------- | ----------------- | ----------------- | -------------- | ------------------------- |
| 2009 | Sentimento                | 1                 | –                 |                | Sentimento                |
| 2009 | Dopo di me                | 9                 | –                 |                | Sentimento                |
| 2009 | Ricordati di noi          | 8                 | –                 |                | Valerio Scanu             |
| 2009 | Polvere di stelle         | –                 | –                 |                | Valerio Scanu             |
| 2010 | Per tutte le volte che... | 1                 | 30                | ITA: Platino   | Per tutte le volte che... |
| 2010 | Credi in me               | 26                | –                 |                | Per tutte le volte che... |
| 2010 | Mio                       | 8                 | –                 |                | Parto da qui              |
| 2011 | Due stelle                | 42                | –                 |                | Parto da qui              |
| 2012 | Amami                     | 22                | –                 |                | Così diverso              |
| 2012 | Libera mente              | –                 | –                 |                | Così diverso              |
| 2014 | Sui nostri passi          | 12                | –                 |                | Lasciami entrare          |
| 2014 | Lasciami entrare          | 4                 | –                 | ITA: Oro       | Lasciami entrare          |
| 2014 | Parole di cristallo       | 2                 | –                 | ITA: Oro       | Lasciami entrare          |
| 2015 | Alone                     | –                 | –                 |                | Lasciami entrare          |
| 2016 | Finalmente piove          | 6                 | –                 | ITA: Platino   | Finalmente piove          |
| 2016 | Io vivrò (senza te)       | 7                 | –                 | ITA: Oro       | Finalmente piove          |
| 2016 | Rinascendo                | 78                | –                 |                | Finalmente piove          |
| 2018 | Ed io                     | 61                | –                 |                | Dieci                     |
| 2018 | Capovolgo il mondo        | 57                | –                 |                | Dieci                     |
| 2018 | Affrontiamoci             | 61                | –                 |                | Dieci                     |
| 2020 | L'aria di Natale          | –                 | –                 |                | Canto di Natale           |
| 2021 | Siamo anime               | –                 | –                 |                | –                         |
| 2024 | Presente                  | –                 | –                 |                | –                         |
| 2025 | Solo con una parola       | –                 | –                 |                | –                         |
| Il simbolo "—" indica che il singolo non è entrato in classifica e/o non è stato pubblicato in quel paese. |                           |                   |                   |                |                           |

## Videografia

### Video musicali
- Dopo di me (2009)
- Ricordati di noi, regia di  Gaetano Morbioli (2009) (due versioni ufficiali; una solo per il web)[11]
- Polvere di stelle (2009)
- Per tutte le volte che..., regia di  Gaetano Morbioli (2010) (due versioni ufficiali)[12]
- Credi in me (2010)
- Indissolubile (2010)
- Mio (2010)
- L'amore cambia, regia di Paolo Marchione (2011)
- Amami, regia di Veronica Mengoli (2012)
- Libera mente (2012)
- Sui nostri passi, regia di Dalila Miggiano (2014)
- Lasciami entrare, regia di Dalila Miggiano (2014)
- Parole di cristallo, regia di Dalila Miggiano (2014)
- Finalmente piove, regia di Fabrizio Cestari (2016)
- Io vivrò (senza te), regia di Fabrizio Cestari (2016)
- Rinascendo, regia di Fabrizio Cestari (2016)
- Ed io, regia di Fabrizio Cestari (2018)
- Capovolgo il mondo, regia di Fabrizio Cestari (2018)
- L'aria di Natale

## Partecipazioni
Di seguito sono riportati gli album e le compilation dove è stato inserito almeno un brano del cantante.
Compilation
| Anno | Titolo                    | Provenienza                                                                                             |
| ---- | ------------------------- | --- |
| 2009 | Can't Stop                | Scialla                                                                                                 |
| 2009 | Domani                    | Scialla                                                                                                 |
| 2010 | Lacrima                   | Now Hits 2010                                                                                           |
| 2010 | Polvere di stelle         | Love Me Now                                                                                             |
| 2010 | Per tutte le volte che... | Super Sanremo 2010 Sanremo Platinum Hot Party Spring 2010 I Cesaroni (La compilation con tutte le Hits) |
| 2010 | Credi in me               | TRL On the Road                                                                                         |
| 2011 | Per tutte le volte che... | Je t'aime 2011 Viva l'Italia                                                                            |
| 2011 | Home (Live)               | L'europa per un sorriso                                                                                 |
| 2012 | Per tutte le volte che... | Now in Love Le 100 Hit di tutti i tempi                                                                 |
| 2012 | Amami                     | Amici 2012                                                                                              |
| 2012 | Dicitencello vuje         | Amici 2012                                                                                              |
| 2012 | Libera mente              | Radio Italia Hit Estate                                                                                 |
| 2013 | Parto da qui              | Arcu 'e chelu                                                                                           |
| 2016 | Dormi                     | San Valentino: compilation d'amore                                                                      |
| 2016 | Finalmente piove          | Sanremo 2016                                                                                            |
| 2016 | Io vivrò (senza te)       | Sanremo 2016                                                                                            |
| 2016 | Per tutte le volte che... | Radio Italia Awards                                                                                     |